# The Shadow of Zorro (videojuego)
The Shadow of Zorro es un videojuego basado en el personaje Zorro para PlayStation 2 y Windows. El juego fue publicado en Norteamérica por Dreamcatcher Entertainment.

## Jugabilidad
El juego es una aventura de sigilo en 3D, con 7 capítulos, 700 escenas animadas y 28 ubicaciones diferentes. El juego incluye misiones de espionaje y rescate.

## Trama
Un nuevo comandante de la guarnición, el capitán Fuertes, llega al pueblo. Don Alejandro de la Vega sospecha que podría ser el "Carnicero de Zaragoza", un criminal de guerra español que cometió atrocidades bajo Napoleón. Para descubrir la verdad, el Zorro se propone investigar.

## Personajes
- Zorro/Diego de la Vega: El protagonista del juego.
- Capitán Fuertes: El villano principal del juego.
- Agatha: La segunda al mando de Fuertes, una belleza seductora pero malvada que también es una excelente espadachina.
- Profesor Augusto Orneillo: Un profesor hecho prisionero por Fuertes para ayudarlo a traducir un códice indio. Él cree que Fuertes busca dos antiguos amuletos aztecas vinculados a Huitzilopochtli y Chalchiuhtlicue que contienen el poder del bien y el mal.
- Carlota Orneillo: La hermosa pero testaruda hija del profesor, secuestrada por Fuertes para presionar a su padre.
- Don Alejandro de la Vega: El padre del Zorro, que presenció una masacre cometida por Fuertes.
- Sargento García: El torpe segundo al mando de la guarnición.

## Producción

### Lanzamiento
A mediados de 2001 se lanzó un sitio web para el título. Cryo y Dreamcatcher anunciaron oficialmente el juego el 3 de octubre de 2001, que se lanzará durante la temporada navideña ese mismo año. El juego llegó a las tiendas polacas el 3 de septiembre de 2002.

## Recepción
Shadow of Zorro ha recibido críticas generalmente malas. Futuregamez.net otorgó al juego un 49% afirmando que el juego "parece muy poco desarrollado con estructuras de niveles deficientes". Gry Online le dio una revisión mixta, aunque elogió el sitio web basado en Flash por su ingenio.